# 渡辺清 (画家)
渡辺清（わたなべきよし、安永7年（1778年） - 文久元年5月7日（1861年6月14日））は、尾張国名古屋出身の復古大和絵画家。同時代の絵師・谷文晁から「名古屋の上手」と評された絵師。

## 人物
尾張国名古屋城下本町通沿いにあった縫箔業であった利平の家に生を受ける。幼名は疇吉、通称として太助。幼少より絵に親しみ、吉川英信や吉川義信（一渓）に習う。清は程なく頭角を現し、義信から雪朝斎周渓の号を与えられたという。1802年（享和2年）英信が亡くなり、同郷の中林竹洞、山本梅逸と共に上京、土佐派の土佐光貞や兄弟子の田中訥言に師事する。
母が気がかりだった清は、3年ほどで郷里名古屋に戻る。帰郷後は長者町1丁目に居を構え、画塾を開いた。清の絵は評判となり、その住所から「長者町先生」と敬意をもって呼ばれたという。その評判は藩主の耳にも届き、尾張藩11代藩主徳川斉温の命により、定光寺祖廟の修理を梅逸と共に担う。また、名古屋東照宮の祭礼、名古屋祭の本町猩々車、中市場石橋車などの山車の彫り物の下絵を担当としたともされる。これらの功績が認められ、1857年（安政4年）宗門自分一例、用人支配、帯刀・熨斗目肩衣の着用、年頭御目見えを許されるといった士分に取り立てられた。弟子に長男の廣、三男の素をはじめ、高久隆古、大石真虎、吉田蓼園、日比野白圭、木村金愁、夏目周岳など。彼らの流れは近代の森村宜稲、山田秋衛に繋がっている。
作品は訥言画を踏襲しつつも、名古屋人好みの絵を描いた。源氏絵は雅味あふれる描写と優雅な色彩で人気があったと見られ、遺品も多い。細野忠陳（要斎、尾張藩士・儒者）の聞書『諸家雑談』には「谷文晁評尾府下画工曰、老鉄者、日本之下手、清（渡辺氏）者、名古屋之上手」と、文晁が名古屋の絵師を評価したという。ここで文晁は清を「名古屋の上手」と褒めているように聞こえるが、前段の小島老鉄（南画家）を酷評していることからすると単純に褒めているとは言い難く、名古屋では認められても全国では通用しない画家という揶揄が含まれている可能性が高い。実際、現在まで清の知名度は名古屋周辺のみで全国区とまで言えないことからも、文晁の評は良くも悪くも清という絵師の核心をよく表していると言える。

## 作品
| 作品名           | 技法                                | 形状・員数 | 寸法（縦x横（x高さ）cm）            | 所有者         | 年代              | 落款                                                 | 備考                                                               |
| ---------------- | ----------------------------------- | ---------- | ----------------------------------- | -------------- | ----------------- | ---------------------------------------------------- | ------------------------------------------------------------------ |
| 南天・竹図衝立   | 南天図：紙本金地著色 竹図：紙本著色 | 衝立1基    | 南天図：102.2x73.5 竹図：116.2x87.5 | 徳川美術館     |                   | 表裏とも「清」朱文方印                               |                                                                    |
| 月に竹図屏風     | 紙本著色                            | 二曲一隻   | 152.8x165.2                         | 徳川美術館     |                   | 「清」朱文方印                                       |                                                                    |
| 花鳥図屏風       | 紙本金地著色                        | 六曲一隻   | 162.0x362.8                         | 熱田神宮       |                   | 款記「源清」                                         | 師・訥言の「百花百草図屏風」（徳川美術館蔵、重要文化財）に倣った作 |
| 藤原師長像       | 絹本著色                            | 1幅        | 158.0x37.7                          | 熱田神宮       |                   | 「清」朱文方印                                       |                                                                    |
| 舞楽之図         | 絹本著色                            | 1巻        | 41.0x791.6                          | 熱田神宮       | 1826年（文政9年） |                                                      |                                                                    |
| 古楽器之図       | 紙本著色                            | 5巻        | 38.2x720.0                          | 熱田神宮       | 1826年（文政9年） | 款記「文政九年丙戌初秋日 源清寫」/「清」朱文方印     |                                                                    |
| 鯉滝登り図       | 紙本墨書                            | 1幅        | 232.0x138.0                         | 熱田神宮       | 1835年（天保6年） | 無款記/「清」朱文円印                                | 蘆辺田鶴丸賛。名古屋市博物館の鯉図と対                             |
| 十二月行事図絵巻 | 紙本著色                            | 1巻        | 35x                                 | 名古屋市博物館 |                   | 「清」朱文方印・「周渓」朱文長方印                   |                                                                    |
| 貝合わせ図       | 絹本著色                            | 1幅        | 29.8x52.4                           | 徳川美術館     | 1857年（安政4年） | 款記「八十翁」/「清」朱文方印                        |                                                                    |
| 祭礼玩具図       | 絹本著色                            | 1幅        | 98.0x36.6                           | 愛知県美術館   | 1859年（安政6年） | 款記「行年八十二歳筆 安政六己未四月」/「清」朱文方印 |                                                                    |
| 辛櫃 花鳥図内貼  | 木製 紙本著色                       | 1基        | 21.6x35.4x21.6                      | 森村記念館     |                   | 「清」朱文方印                                       |                                                                    |
| 山室山図         | 絹本著色                            | 1幅        | 40.6x104.0                          | 個人           |                   |                                                      | 本居春庭賛（美濃代筆）                                             |
| 夢中対面図       | 絹本著色                            | 1幅        | 35.0x55.2                           | 平田神社       |                   |                                                      | 本居春庭賛（美濃代筆）                                             |